# La Noce du poète
La Noce du poète (La boda del poeta) est un roman chilien d'Antonio Skármeta publié en 1999.
La traduction française paraît le 22 août 2001 aux éditions Grasset. Ce roman reçoit la même année le prix Médicis étranger.

## Éditions

### Éditions originales espagnoles
- La boda del poeta, Madrid, Editorial Debate, 1999
- La boda del poeta, Buenos Aires, Ed. sudamericana, 1999

### Éditions françaises
- La Noce du poète, Paris, éditions Grasset, 2001  (ISBN 2-246-60871-6)
- La Noce du poète, Paris, LGF, coll. « Le Livre de poche » no 15464, 2003  (ISBN 2-253-15464-4)